# Dobropole Pyrzyckie
Dobropole Pyrzyckie (niem. Dobberphul, nazwa przejściowa – Bolesławice) – wieś w Polsce położona w województwie zachodniopomorskim, w powiecie stargardzkim, w gminie Dolice, położona 5,5 km na południowy wschód od Dolic (siedziby gminy) i 24 km na południowy wschód od Stargardu (siedziby powiatu).
W latach 1975–1998 miejscowość administracyjnie należała do województwa szczecińskiego.

## Zabytki
- Otynkowany kościół z 1485;
- Ruina pałacu z XIX i zabudowania folwarczne[4].